# Sugihwaras (Pemalang)
Sugihwaras is een bestuurslaag in het regentschap Pemalang van de provincie Midden-Java, Indonesië. Sugihwaras telt 15.731 inwoners (volkstelling 2010).